# 古寧頭戰役
24°28′56″N 118°18′32″E / 24.4821°N 118.3090°E
、金門戰役、金門大捷。中華民國官方原稱「金門戰役」，後此名可指1958年金门炮战，才逐漸以古寧頭戰役一詞取代。本戰役是第二次國共內戰期間的一場戰役，亦是中華民國國軍在內戰後期的戰況不利後少有的一場大捷，使臺灣局勢暫時穩定。
中国人民解放军於1949年7月上旬入閩，由第三野戰軍（三野）第十兵團負責。第十兵團司令為葉飛，先後發動福州戰役、平潭島戰役、漳厦战役和金門战役等。
1949年10月1日，毛澤東在北京宣佈成立中華人民共和國。10月15日，解放军渡海发动厦门战役，先佯攻鼓浪屿，成功吸引國軍注意力，造成国军判断失误。之后，解放军分数路成功登陆厦门，击败守岛国军。10月17日，國軍福州綏靖公署代主任湯恩伯棄守廈門。解放军第十兵團佔領廈門後，繼而佔領金門以北之石井、蓮河、大嶝岛、小嶝島、澳頭等地:210。解放军葉飛將属下第32軍船隻分發給第28軍，決定集中船隻進攻大金門，但鑒於船隻數量不足，日期一再延後。10月24日晚，終於決定下令渡海进攻大金門，登岛解放军在岛上战斗三昼夜，最終全军覆没。

## 解放軍作戰計划
解放軍攻陷福州後，中國人民解放軍第十兵團召開作戰會議，決定1949年9月中旬發起漳廈金戰役，9月19日先攻取漳州，9月26日討論金廈戰役作戰方案時，提出「金廈同取、先廈後金、先金後廈」等3種方案，經反覆討論研究，葉飛決定「金廈同取」:55。由第28軍攻金門，第29、31軍攻廈門。10月11日，三野回電同意，擔心船隻是否足夠，指出若準備成熟可並取金廈，否則先廈後金，由十兵團視實際情形決定:48-49。

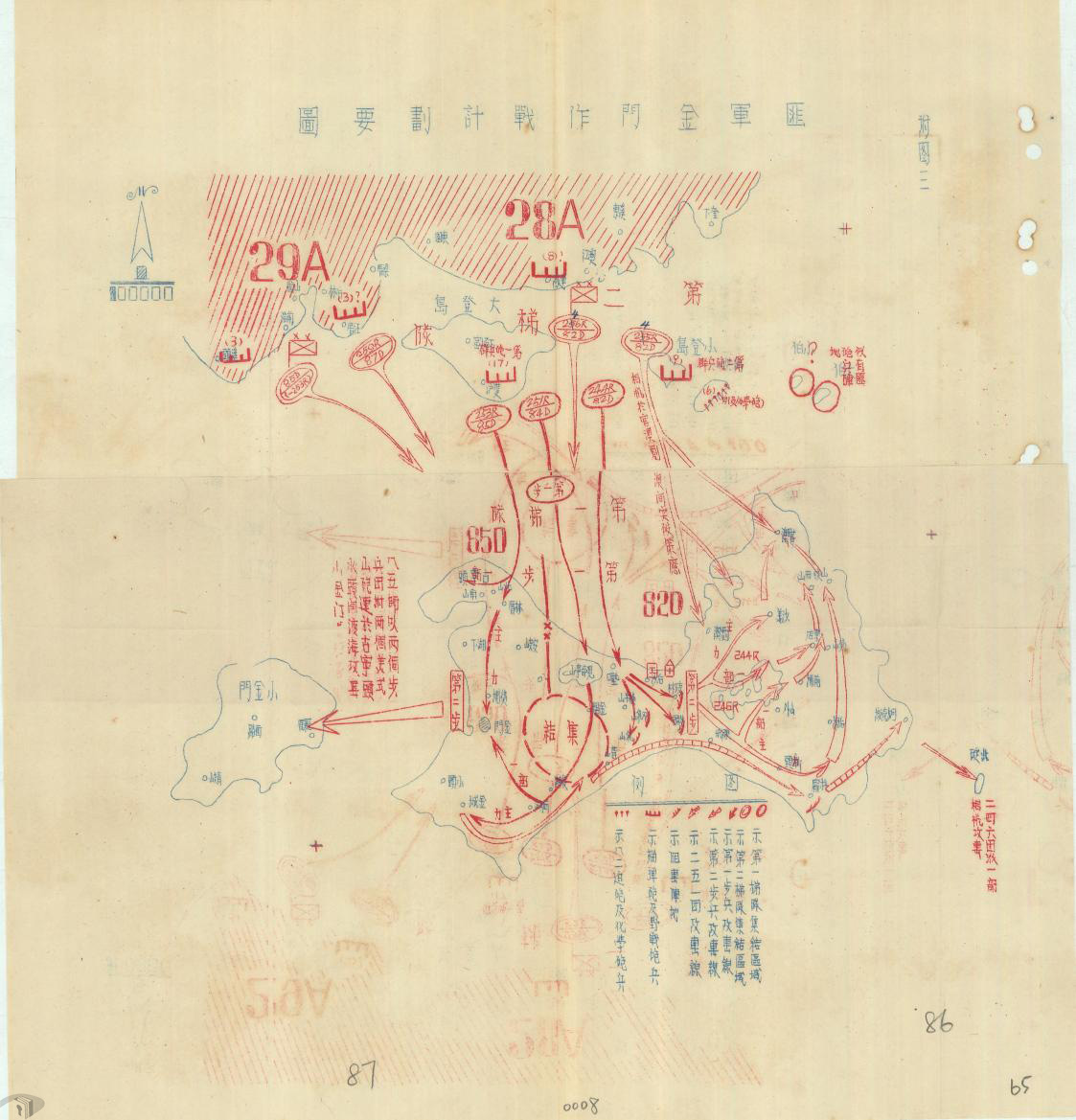
國軍所繪解放軍作戰計畫示意圖

10月4日，第十兵團下達作戰預令，以第31軍、第29軍攻取廈門，第28軍攻金門，由於船隻嚴重不足，作戰方案由「金廈並取」改為「先廈後金」:55。10月10日至10月12日，第28軍攻佔大、小嶝島:55。第28軍駐蓮河、大小嶝島、石井一線，嚴密監視金門國軍:407-408。10月17日，解放軍攻陷廈門:55。廈門易手後，28軍副軍長蕭鋒於10月18日下達攻金作戰命令，準備於10月20日發起戰鬥，用六個團分兩個梯隊攻打金門，第一梯隊兵分三路：:51-52
1. 東路為244團，在金門的壠口[註 1]和后沙間登陸，迅速攻占後半山、雙乳山，控制瓊林至沙頭一線金門腰部，警戒金門東半島，掩護251、253團進攻金門縣城。
2. 中路為251團，在西堡、古寧頭之間登陸，迅速進攻湖南高地和榜林，協同253團攻擊金門縣城。
3. 西路為253團，在古寧頭登陸，迅速佔領林厝、埔頭，並攻擊金門縣城，殲滅西半島國軍。

殲滅西半島國軍後的第二步，是第一梯隊三個團加第二梯隊三個團，再加上預備隊九十二師，從雙乳山向東分南北兩路，圍殲東半島國軍，預計三天結束戰鬥。

## 解放軍戰役準備
解放军迅速奪取了閩北、閩南，在1949年9月至10月之際，第10兵團在福建當面有第25、27、28、29、30、31、32等7個軍；但缺乏海戰經驗，且無海軍、空軍掩護作戰。解放軍第10兵團決定以第28軍、第29軍各一部共7個團兵力，在第28軍首長指揮下攻取大金門，以第31軍攻取小金門:387。然而中國人民解放軍第三野戰軍渡江以來，未遭遇國軍大規模組織性作戰，未對渡海作戰進行充分的參謀與訓練作業，且沿海船隻大部被國軍破壞，征集到船隻只能裝載1個營，最後解放军因船隻不足解除第31軍攻擊任務，決定僅由第28軍攻取大小金門。
另外解放军情報不靈，在大、小嶝島戰役，已發現被俘國軍中有第十二兵團所屬第18軍第11師31團士兵，當時中國人民解放軍第28軍副軍長蕭鋒親審俘虜，後向兵團報告，但主事者仍認為守軍要逃，反懷疑供詞不可靠。葉飛也說：「不可能吧！胡璉兵團還在潮、汕地區未動。」、「看來大陸再也不會有什麼大仗打了，你們二十八軍就掃個尾吧。」。在第10兵團多次督促下，第28軍於10月18日下達攻擊大金門島部署命令:387。10月21日，解放军第10兵團發現國軍第十二兵團部抵達金門灣，其部隊由潮州、汕頭開始船運；10月23日，又偵悉該部第118師已抵達大金門，後續部隊正在海運途中:387。但第10兵團對國軍是撤回台灣還是增援金門判斷不定，因而未採取應變措施:387。至24日28軍向兵團報告當晚要對金門發起攻擊，葉飛在會議上查問十二兵團是否已抵達金門？參謀人員仍回答十二兵團在海上徘徊，尚未抵達，葉飛也決定在十二兵團抵達金門之前發起戰役，由第10兵團第28軍共派出第一梯队3個團9,000餘人。

## 國軍戰役準備

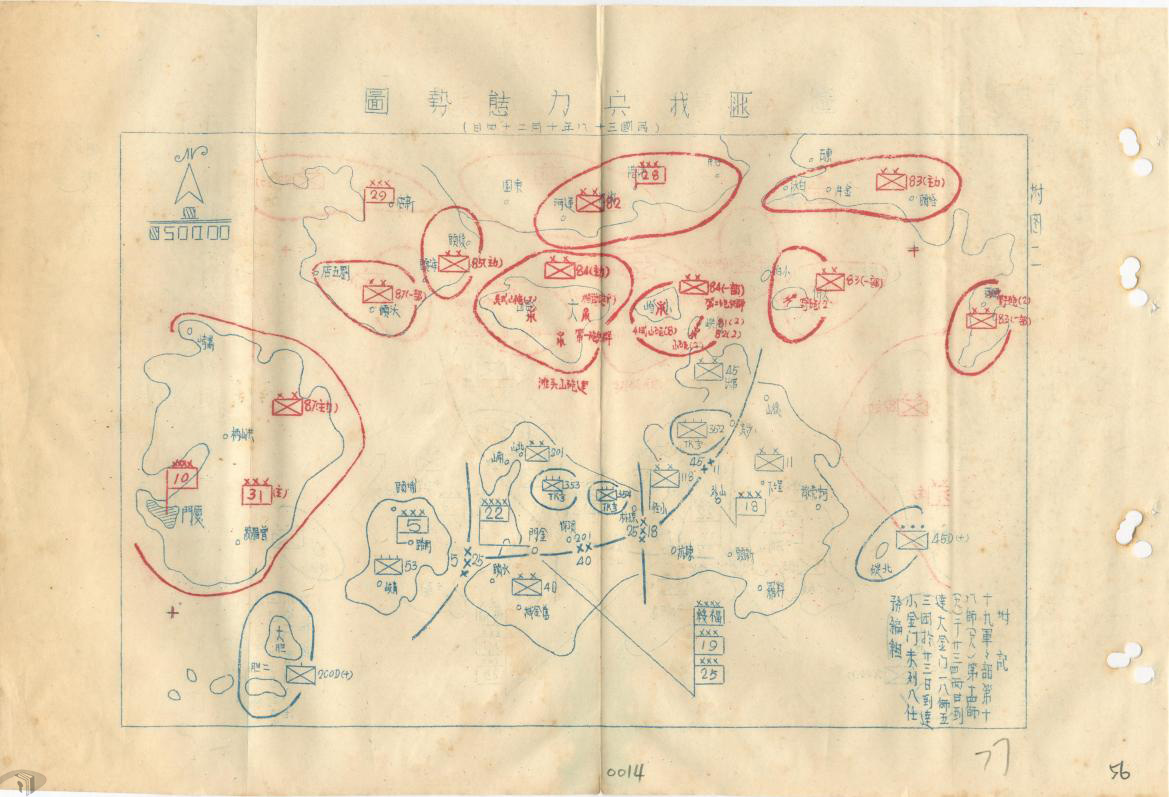
雙方兵力部署圖

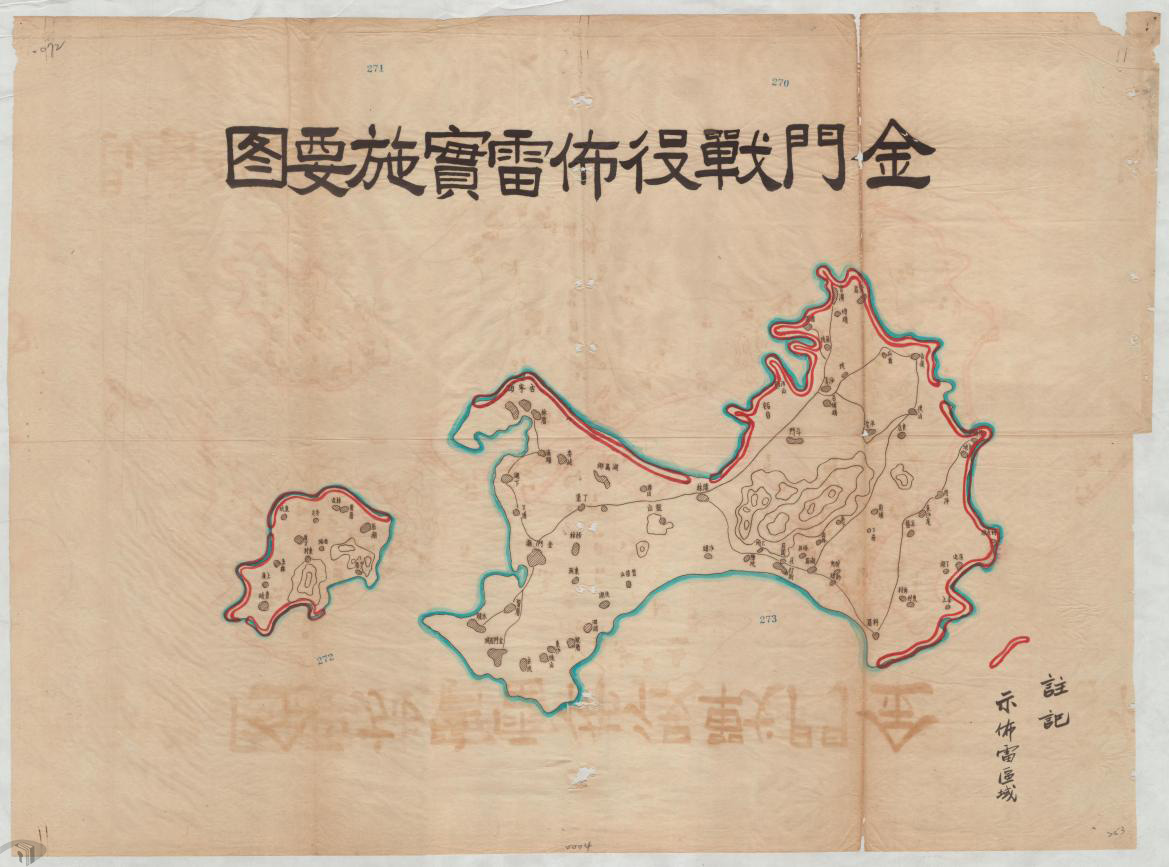
國軍第19軍沿海安置地雷圖

1949年（民國三十八年）6月以前，國軍根本未在金門島上設防。到6月中旬，國軍廈門要塞司令部才成立金門要塞總台，開始構築島上工事，鋪設通信線路。大金門島東部山高岸陡，不易攀登；西半部地勢較平坦，其北岸為泥沙灘，利於登陸，是國軍防守重點:386。島上除少數原日軍工事外，在登陸地段還加修野戰工事，敷設障礙物:386。大小金門原有國軍第二十二兵團全部、青年軍第201師及第十二兵團第11師防守，共約2萬餘人:387。國軍為固守金門，於10月10日後，又陸續將潮汕地區之第十二兵團所率第十八軍、第十九軍撤至金門，至10月24日，金門國軍總兵力已增至4萬餘人:387。
8月17日福州失守，湯恩伯撤至廈門，第八兵團司令官劉汝明守漳廈，第二十二兵團司令官李良榮將兼廈門警備警備司令一職移交毛森接任，率部移駐金門:55。在第七兵團接替廈門防禦任務後，8月19日國民革命軍第二十五軍（軍長沈向奎，下轄45師、師長勞聲寰與40師、師長范麟）進駐金門、二十二兵團則在8月25日移防大小金門（當時欠第五軍）。9月3日，第八十軍青年軍201師（為1948年9月由獨立第一旅改組，師長鄭果，1949年2月調來臺灣鳳山由孫立人訓練，編裝較第二十二兵團部隊整齊）師部與601、602團進駐金門，兩個滿編團共3,000多人（603團8月調往福建馬尾增援福州戰役遭殲滅）。之後戰車第三團之第一營（欠第二連）21輛M5A1輕戰車調撥金門。最後進駐者為10月8日自汕頭轉運之第十二兵團第十八軍（軍長高魁元，下轄11師、師長劉鼎漢，43師、師長鮑步超，118師、師長李樹蘭），這些單位總和兵力約2萬餘人。
金門防務的佈局上，二十二兵團兵團部、45師、201師、戰車第三團、第十二兵團守大金門、40師守大嶝島、小嶝島。
在大金門的防禦配置部分，201師601團主要防區為金北古寧頭、602團駐地金西，兩團防線佈署在瓊林至古寧頭一帶沙灘。雖然各單位在運抵金門後即開始構工興建掩體等防禦土木工事，但金門缺乏土木建材，因此主要以土壘為防禦掩體。物資匱乏下甚至得收繳金門當地民房門板等木構物建設防禦設施。
9月11日，東南軍政長官公署副長官羅卓英隨長官陳誠飛廈門視察防務，下午飛汕頭與方天、胡璉等晤商軍務，9月12日飛回台北:56。9月中旬，第五軍歸還第二十二兵團建制，但此時的第五軍編制下僅剩200師，原本編入的166師（師長葉會西）在廈門戰役被擊潰，殘部撤入小金門但已無戰力可言，第五軍兵力總數也不滿4,000人。第五軍歸建後軍部和第200師擔任小金門防務。該月國軍失守漳州。由於福建北部大部分已落入解放軍之手，福建南部防務壓力遽增。
二十二兵團雖下轄兩個軍級單位、5個步兵師與若干支援單位，但大多數單位實際上未獲得物資撥補，因此無論是兵源或武器均殘破不堪，戰力不足。東南軍政長官公署軍政長官陳誠派東南軍政副長官羅卓英銜命兩度親往汕頭，洽胡璉第十二兵團接替第二十二兵團防守金門。
第十二兵團原屬廣州方面作戰序列，在國防部編裝補給名單上僅納編第十八軍、第十九軍兩個軍級單位，兩個軍級單位理論最大編制不應超過5萬人。但胡璉在徐蚌會戰突圍率兵南撤時，於浙江、江西徵兵編訓。1949年5月解放軍南渡。隨後胡璉赴江西重建軍隊，在方天鼎力支持下，採「一兵一甲、一縣一團、三縣成師、6縣成軍」的政策。短短半年，部隊邊打、邊退、邊訓練，撤至潮汕時，已號稱擁兵十萬:339:72，但是就中共整理的地方史記載，無論是方天或是胡璉的「重建」方式靠的是抓兵解決，甚至引發了地方憤怒及組織對抗，也由於是使用非制度性補充，這些重建部隊也都缺乏武器與訓練。
即使如此，在各軍團均殘缺不全的狀況下第十二兵團至少帳面人力上有所餘裕，胡璉決定將未列入現有編成序列之軍級單位調往金門。10月8日，高魁元乃率所部由汕頭登船出動:155，第十八軍轉運金門。
10月10日，解放軍進攻大、小嶝島，兩島防衛主要由40師各配置一團兵力，大嶝島另由第11師增派一團兵力強化守備，但僅有3團的兵力隨即遭受重創；在第11師其它部隊掩護下，40師殘部撤入金門，大、小嶝島失守。當地國軍已意識到廈門島與金門島將會是下一個戰場。
10月10日及10月14日，國軍為固守金門，陸續將潮汕地區之第十二兵團所率國民革命軍第十八軍（軍長高魁元，下轄第11師、第118師、第43師，在古寧頭戰役時43師未參戰，僅2個師）、國民革命軍第十九軍（第13師、第14師、第18師）撤至金門，因為十二兵團大部分在10月份進駐金門，至10月24日，金門國軍總兵力已增至4萬餘人。第十九軍原預定佈防浙江，10月19日，奉公署命改駛金門。在第十二兵團全部尚未到達接替防務之前，暫歸第二十二兵團李良榮司令指揮。
除了陸上兵力調動，中華民國空軍在10月起開始對金廈兩地海域集結船隊發動大規模炸射，希望拖延解放軍集結態勢；最重要的一次打擊行動在10月18日，該日解放軍在廈門附近集結實施大規模渡海演習，查知此動向的空軍在該日擊毀數百艘機帆船，導致在真正開戰之際解放軍渡海運輸載具仍嚴重匱乏。
据中国人民解放军南京军区副司令王洪光曾根据两岸资料计算，金门战役中大小金门岛，国军总数应该在6万左右，其實國軍部隊番號雖多，但戰力殘破，真正的兵力數量大、小金门岛約有2万，而直接参战的大金门岛僅西半部駐防國軍兵力，大约1万人。

## 戰鬥序列

### 解放軍
指揮系統：
- 第三野戰軍陳毅（司令員兼政委）、粟裕（副司令）
  - 第10兵團葉飛（司令員）、劉培善（政治部主任）
    - 第28軍朱紹清（軍長）、蕭鋒（副軍長，進攻計劃主要策劃者）、李曼村（副政委）
    - 第29軍胡炳雲（軍長）、段煥競（副軍長）、黃火星（政委）

攻擊序列：
- 第一梯隊
  - 第28軍第82師第244團
  - 第28軍第84師第251團
  - 第29軍第85師第253團
- 第二梯隊（實際登陸只有10個排）
  - 第28軍第82師第245團
  - 第28軍第82師第246團（2個連前往增援）
  - 第29軍第87師第259團（2個連前往增援）

### 國軍
東南軍政長官公署長官陳誠，副長官羅卓英，福州綏靖公署代主任湯恩伯
- 大金門
  - 第12兵團（司令胡璉，副司令柯遠芬，參謀長楊維翰）
    - 兵團部
    - 第18軍（軍長高魁元，副軍長劉景蓉、蕭銳）
      - 第11師（師長劉鼎漢，副師長翟連運）
        - 第31團（團長陳以惠，守金門東部）
        - 第32團（團長王誠華，守金門東部）
        - 第33團（團長陸志家，守小金門）

      - 第118師（師長李樹蘭，機動打擊部隊）
        - 第352團（團長唐俊賢）
        - 第353團（團長楊書田）
        - 第354團（團長林書嶠）

    - 第19軍（軍長劉雲瀚，副軍長吳垂昆）
      - 第13師（吳垂昆兼任師長），未參戰
        - 第37團（守金門東部）
        - 第38團（守金門東部）
        - 第39團（守金門縣城，任預備隊）

      - 第14師（師長羅錫疇，守金門縣城）
        - 第40團（團長黃煜軒，未參戰，戰後登陸）
        - 第41團（團長廖先鴻）
        - 第42團（團長李光前）

      - 第18師（師長尹俊，缺第53團，守金沙）
        - 第52團（團長孫竹筠）
        - 第54團（團長文立徽）

  - 第22兵團（司令李良榮）
    - 兵團部
    - 第25軍（軍長沈向奎）
      - 第40師（師長范麟）
      - 第45師（師長勞聲寰，守太武山、金湖）

    - 青年軍第201師（師長鄭果，缺603團）
      - 第601團（團長雷開瑄，守古寧頭、金寧）
      - 第602團（團長傅伊仁，守金門西部、金城）

    - 獨立戰車第三團第一營（營長陳振威，缺第二連）
      - 第一連（連長胡克華）
      - 第三連（連長周名琴，機動打擊部隊）

    - 獨立炮兵第三團第七連
    - 獨立炮兵第十四團第一連
    - 獨立工兵第二十團第三營
- 小金門（即烈嶼，未參戰）
  - 第5軍（軍長李運成）
    - 第166師（師長葉會西）
    - 第200師（師長麻心全）

空軍（總司令周至柔）
- 第一、三、四、五、八、十大隊，第十二中隊各一部

海軍（總司令桂永清）
- 海防第二艦隊（司令黎玉璽）一部[28]
  - 太平、中榮、聯錚、楚觀、南安、淮陰艦，驅潛二〇二、二〇三、砲十五、十六艇

## 序幕
10月15日，解放軍攻陷廣州，第十二兵團歸東南軍政長官公署序列:155。陳誠即令胡璉率領所部第十九、第六十七軍，移防舟山:155。10月16日，福建省政府主席兼廈門警備司令湯恩伯將指揮所移往金門。胡璉正在率部航行途中，解放軍突於10月17日攻陷廈門:155。
陳誠認為，金門地區防守力量空虛，一旦失守，不僅沿海各地難以確保，而且台灣本島亦受威脅:210。他即派人攜函赴廣州晉謁蔣介石，並請王世將此情況代陳蔣介石:210。時蔣擬飛重慶部署西南軍事，接到陳誠函件後，即改飛台北:210。陳誠臨時改變部署，立即命令胡璉率領正在航行途中之第二船團，改航金門，接替防務:155。經蔣批准:210，陳誠即抽調第十二兵團第十九軍（軍長劉雲瀚少將，下轄第13師、第14師、第18師）增援金門。
解放軍第10兵團攻佔廈門後，繼而攻佔金門以北的石井、蓮河、大嶝島、小嶝島、澳頭等地:210。10月18日，在解放軍第10兵團多次督促下，第28軍下達攻擊大金門島部署命令：以第82師全部並指揮第84師第251團、第29軍第85師第253團、第87師第259團共6個團兵力，分兩個梯隊進攻大金門島；得手後，以第85師兩個團攻擊小金門島:387。定於10月20日發起戰鬥:387。
此時，解放軍第10兵團一面催促第28軍加緊準備，一面要求集中各軍所有船隻以保障第28軍攻金作戰:387。由於船隻嚴重不足，第28軍不得不推遲到10月23日進攻金門:387。
10月22日，福州綏靖公署代主任湯恩伯以當地最高長官身份，發佈一道作戰命令：「所有金門島部隊，在十二兵團胡司令官未到達以前，均歸二十二兵團李司令官統一指揮。」:158是晚，第十九軍抵達金門，因接駁效率不彰，直到10月24日晚才將部隊一半接運上岸:155。
10月23日，解放軍第10兵團第28軍已集中可裝載3個團兵力船隻；第10兵團首長認為，必須乘敵增援部隊未到達金門之時，抓住戰機，發起登陸，攻取金門:387:419-420。第一梯隊航渡3個團，返航後，第二梯隊至少還可航渡2個團，一夜能運過5個團兵力，敵我力量對比可達1∶1，足可鞏固陣地，解決殘敵；因此，決心於10月24日發起戰鬥:387-388。攻擊具體部署是：以第82師第244團、第84師第251團、第29軍第85師第253團共3個團為第一梯隊，由第82師統一指揮，分別自蓮河、大嶝島、沃頭東北港灣起渡，在大金門島北部湖尾鄉至古寧頭段登陸突破，首先攻殲該島西半部之敵；爾後會同後續梯隊攻殲東半部之敵:388。預定3天解決戰鬥:388。
10月24日，第十二兵團在金門海面停留一晝夜，成功嚇阻解放军。上午，解放軍召開攻金作戰會議:56，第28軍副軍長蕭鋒依上級單位指示「攻金要求宜早不宜遲」:420。晚上8時，解放軍第28軍指揮第一梯隊3个團（第82師第244團、第84師251團、第85師253團和第82師第246團）按預定計劃分別從蓮河、大嶝島、後村等地啟航；當時天空一片漆黑，海面刮起三、四級東北風，潮水徐徐上漲:388。
由於解放軍征集水手都來自福州、泉州等地，不熟悉航道，事先又未經過訓練，協同不力，調度不靈；加上第82師指揮所未隨船跟進，通信聯絡不暢，各團即自行航行:388。由於強烈風浪，不熟悉潮汐漲退，結果搶灘船隻因退潮而全數陷在沙灘上動彈不得:174。接近島岸時，適逢落潮，又遭國軍炮火攔阻，造成部分傷亡:388。

## 戰役經過

### 10月25日

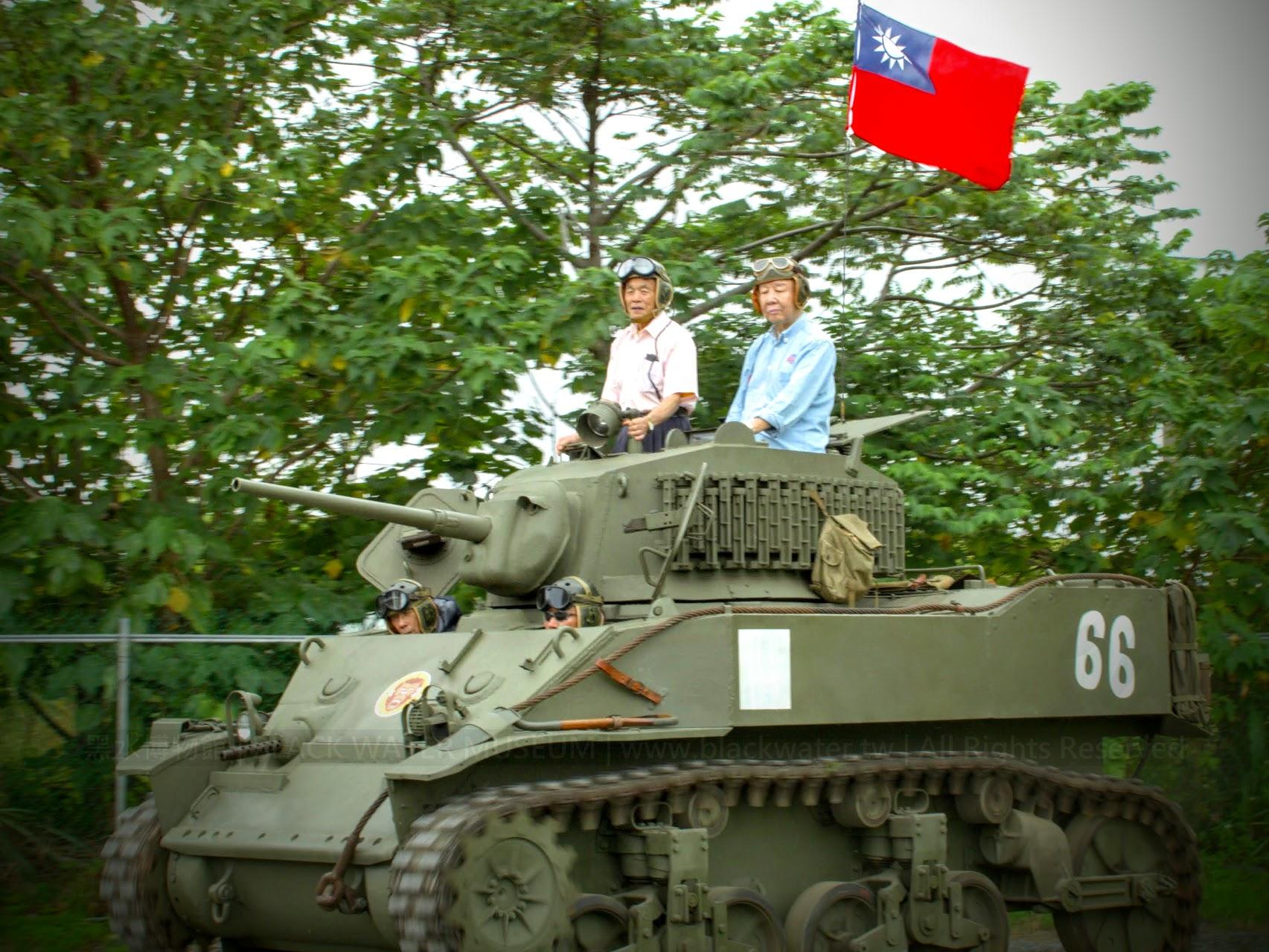
金門戰役英雄熊震球（砲塔射手席）與M5A1戰車瑪莉蓮小姐合影。攝於2014年10月24日金門戰役65周年黑水博物館紀念活動。

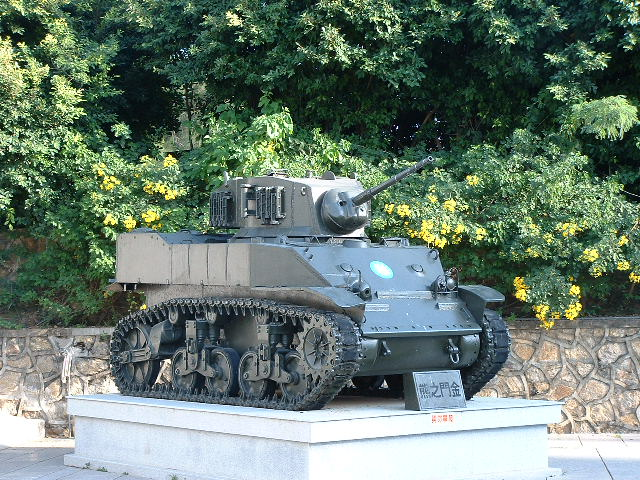
國軍M5A1戰車「金門之熊」，編號66，在此役發射第一砲，給予準備登陸灘頭解放軍迎頭痛擊，也開啟國軍「台海第一戰」勝利序幕。此為陳列於古寧頭戰史館的同型戰車。 (Note: 原參戰戰車已於1950年(民國39年)隨戰車第一營調回台灣，66號戰車隨後在台中戰車工廠報廢拆解，其M6戰車砲管就現地作為工廠圍籬，現今古寧頭戰史館前陳展的兩輛M5A1戰車，均非原參戰車輛。)

10月25日凌晨0時左右，國軍第二〇一師六〇一團第一線營查哨官誤觸地雷，導致守軍以為共軍來襲，西半島守軍立即進入陣地，同時打開東西一點紅之探照燈，發現共軍44團1營偷襲船隻，雙方開始射擊。0時30分左右，在壠口海灘拋錨的國軍戰車第3團第一營第一排3輛M5A1戰車成員，注意到海面上射出的兩枚紅色信號彈，以及大量機帆船和機槍攻擊；戰車組員於是進入戰鬥位置，發炮還擊，金門戰役爆發。這時出現另一個巧合：國軍66號戰車，因故障車頭朝向內陸，砲塔遂朝後轉向海灘，此時甫登車之射手熊震球，裝填了一枚穿甲彈而不是高爆榴彈，反射動作踩上腳部擊發器，朝機帆船開了第一炮，精確命中一艘大型機帆船主桅，即刻引燃帆布，照亮附近海面。隨即，擔任守備任務第二〇一師第六〇一團官兵，紛紛由海岸陣地集火射擊登陸解放軍，金門岸上的12門57戰防炮、四門迫擊炮和四門美造75山砲等也加入反擊。凌晨1點30分，解放军「以300多艘木船向金門突擊」:305。除了熊震球外，當時國軍66號戰車的其他組員還有排長楊展、上士班長唐在坤、副駕駛曾紹林及前來支援的三級技工歐曉雲、預備兵姚步雄等人，也參與了這場「金門戰役」，拂曉時分，解放軍主力部隊再次對僅存的66號戰車及201師602團2營防線發動攻擊，副駕駛曾紹林以備用30機槍與解放軍近距離駁火，最後不幸陣亡。
至2時10分，在大小伯、角嶼、大小嶝解放军炮兵火力掩護下，猛烈砲擊金門北岸官澳、西園、觀音亭山和古寧頭等地，但解放军使用的火炮為75山炮及105榴炮，射程與破壞力都不夠為攻擊部隊掩護。2時許，解放军各團約在10公里正面上（壠口、后沙、古寧頭一帶），開始登陸突破:388。第244團在蘭厝至壠口段登陸；第251團先頭營於湖尾鄉地區順利登陸，但後續營遭國軍炮火襲擊，傷亡近三分之一:388。登岸後，各部建制混亂，不僅3個團沒有統一指揮，各團也未能及時恢復建制，營以上指揮員掌握之部隊最多不超過一個連:388。登島部隊在失去統一指揮，又未鞏固灘頭陣地之情況下，按照既定作戰方向，在「有幾個人打幾個人的仗，不等待，不猶豫，向裡猛插」的戰術思想支配下，向國軍縱深穿插:388。据被俘的卫生员赵保厚事后回忆，最先在壠口登陸之解放军第244團面臨國軍裝甲部隊還擊而伤亡慘重，登陆之前在灘頭受到炮击和坦克轰击，损失十分龐大。然而第251团团长刘天祥凌晨向第28军副军长蕭鋒报告，守卫古宁头一带的「国民黨军青年军不堪一击，俘虏甚多，甚至有俘虏被俘时仅着裤衩」。解放军葉飛將軍接到登陸成功報告，以為勝利在望。至拂曉前，解放軍進至西山、觀音亭山、湖尾、湖南高地、安岐、埔頭一帶:388。

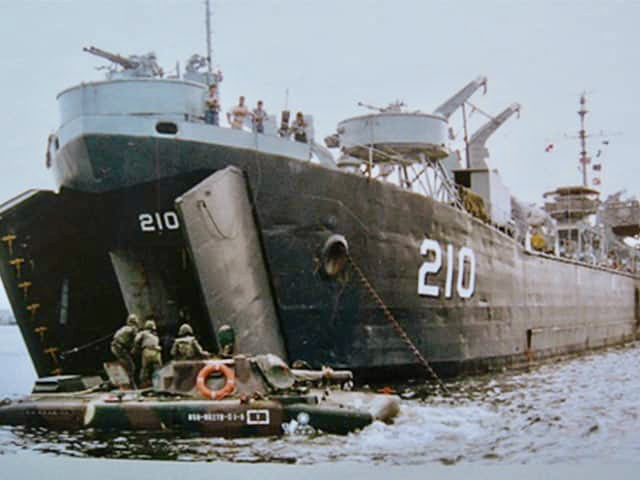
中榮艦

中華民國海軍獲知解放軍登陸後，下令在金門的艦艇開往古寧頭西北海域，準備截擊登陸船團，包括掃雷202艇、南安號砲艇、淮安號砲艇、中榮號戰車登陸艦等，而駐防澎湖海軍太平艦，也即刻冒著強勁東北風，從漁翁島海域啟航，先往北駛向烏坵，再全速南下趕往金門助戰。中榮艦並非編制於金門的防衛武力，可說是完全不在解放軍預料之中，但戰車登陸艦所裝備的大量波佛斯40公釐高射砲、20公釐機砲，卻是機帆船剋星；中榮艦原航行計畫是開往浙江定海，因此官兵私下採購了台灣產製的紅糖希望去當地販售牟利；但因金門防務空虛，中榮艦臨時接獲運輸十九軍至金門的任務。金門當地缺少足夠的貨幣採購，只好決定用花生油以物易物；但因金門方面的花生油生產不及，未能在中榮艦離開前交貨，故中榮艦在卸貨後並未直接返航，而是在金門外海徘徊後，謊稱海象不佳返回金門「避風」，而正好遇到解放軍攻擊金門。
4時30分，國軍剛抵金門之第十八軍第118師（欠第352團）及島上原有守軍兩個團，在戰車（戰車第三連欠一排）、炮兵配合下，分三路向解放军登島部隊實施反擊:388。第十九軍所屬18師其已登陸進駐瓊林之部隊，亦就近歸十八軍指揮。該師尚未下船之第五十三團則轉航小金門登陸，歸第五軍指揮；第十九軍軍長劉雲瀚與第二十五軍軍長沈向奎連絡，指揮該軍第14師（欠第40團），及第13師之一部，由金門後埔向北推進，迎擊由安岐、埔頭南竄之解放军，併積極向古寧頭推進，另以第40師之迫擊砲全部配屬第14師，以加強其火力。戰車營營長陳振威將預備隊戰車兩排，進至瓊林待命。8時起，國軍又出動空軍、海軍轟炸解放軍登島部隊陣地及未返航船隻；戰鬥十分激烈:388-389。10月25日黃昏，民裕輪抵達金門南之料羅灣，第十二兵團部派員接胡璉等上岸:268。但民裕輪船長因不熟金門海況，加上海上風浪過大不敢貿然靠岸，胡璉在當晚因此被困於船上未能上岸:268。
首日登陸的三個團部隊，除一個營於金門西部海灘登陸，大抵各單位均能如計畫預期登陸。當日天亮後，隨即遭具有優勢的陸、空軍聯手絞殺；而解放軍此時遭遇第三件預想外的意外，那就是國軍第45師的存在。45師雖為陸軍編制，但部隊是由空軍警衛第二旅改組，師長也是原先空軍體系的勞聲寰擔任，有國軍中最完整的對空支援無線電，以及由空軍派遣的空業官，對於目標指示及炸射指揮極為嫻熟，勞聲寰本人則長期擔任空軍教育體系高層職務，在人數有限的中華民國空軍中也屬無人不曉的重要人物。因此天還沒亮，18架自臺灣起飛支援的P-51戰鬥機就飛赴金門戰場，立刻朝45師電台呼叫告知:228 ：「總隊長，我是某某，奉命前來支援，接受你的指揮，請指示攻擊目標。」，在未獲上級授權下，勞師長隨即指示將炸射火力集中在機帆船上:228；在陰錯陽差:228下，古寧頭戰役成為國軍在國共內戰中極少數成功的三軍多兵種聯合作戰，結果則導致第一梯隊運輸的100多艘機帆船全遭摧毀無一返回，除此之外，空軍隨即在泉州灣以南、東山島以北、漳州以東區域對所有船隻實施掃蕩:228。解放軍第一梯隊使用之船隻，因無人隨船指揮返航，登陸後又逢落潮而擱淺，遭國軍空海軍轟炸掃射，全部損失，致使第二梯隊無船增援:389。
解放军第244團團長邢永生身負重傷，仍率領戰士頑強抗擊；至12時，彈藥耗盡，該團人員大部陣亡:389。解放军第253團佔領觀音山和湖尾高地，到10月25日中午被迫撤退。解放军第251團團長劉天祥率主力激戰至下午3時，傷亡近千人，餘部衝出重圍，至古寧頭與第253團會合；第251團另一部苦戰9個小時，打垮國軍7次沖擊後，僅存2個班，突圍至古寧頭，也與第253團會合:389。第253團堅守古寧頭，和友軍餘部擊退國軍多次反撲，給國軍以重大殺傷:389。解放軍第251團固守林厝，遭國軍14師與118師聯手圍攻，圍攻林厝的作戰中率隊衝鋒的14師42團上校團長李光前陣亡。
在第一批登陸船隊潰敗後，解放軍第10兵團察覺戰況出乎預料。第10兵團下令緊急動員船隻；只收集到裝載4個連兵力的船隻:389。由於國軍的海、空軍戰力遠勝於解放軍，因此解放軍無法在白天運兵，只能利用夜色掩護登岸；而一到白天戰區又被國軍海空軍控制，無法增援，以致第二梯隊援軍只能隔海興嘆。

### 10月26日
第10兵團遂決定由解放軍第246團團長孫玉秀率第246、第259團各2個連前往增援:389。第246團2個連在湖尾登陸，第259團2個連在古寧頭登陸。由於風浪太大，一部被風吹散，實際登島只有10個排:389。國軍空軍在戰役夜中頻繁用C-47運輸機投擲照明彈，導致解放軍擅長的夜間戰鬥隱蔽技巧被折抵大半，這批援兵尚未登岸便形跡敗露，甫上岸便遭國軍圍攻只能且戰且走。當日天亮，第246團增援部隊突破包圍；苦戰終夜，與堅守古寧頭部隊會合:389。
凌晨2時，海軍第一艦隊所屬太平號護航驅逐艦開入古寧頭西北方金廈水道巡弋，預防廈門方面渡海增援。是日拂曉，國軍在坦克、火炮和飛機配合下，向堅守古寧頭登島部隊猛烈反擊:389。清晨6時30分，高魁元指揮反擊，118師從浦頭以北海岸線向林厝攻擊。因為解放军占據當地以鋼筋水泥製成的民宅固守還擊，當日戰況陷入膠著。9時多，國軍「空軍B-24轟炸機、P-47戰鬥機及海軍砲火轟擊」:305。
10月26日，胡璉抵戰地，經面報戰況後，胡璉親與各師長通話指示，士氣大振:167。上午10時，胡璉到達大、小金門間之「水頭」:268。胡璉在戰車登陸艦接駁下自大、小金門間之水頭碼頭登島。上午11時，東南軍政長官公署副長官羅卓英偕第十二兵團司令官胡璉抵水頭村，晤湯恩伯後，旋即赴湖南高地，將部署略為調整:177。到湯恩伯指揮所，午餐在棹，胡璉立即「電話」正在前線指揮作戰之高魁元，詢問目前狀況，並先向他道賀：「恭喜大捷，是否已清掃戰場完畢？」:268高以低沉聲音答說:268：「戰事仍在激烈進行中，形勢相當嚴重，即派車迎司令官來。」:269胡璉聽此話，突覺千鈞在肩，湯、羅所談何事，竟無所聞；車到即行，不20分鐘已到湖南高地前線，急問敵我狀況，始知國軍克復安岐，正向林厝進迫中:269。胡璉當以責任所在，並未顧慮形式上之交接，迅即實施指揮高魁元、劉雲瀚兩軍長；經親與五十四團團長文立徽、三五二團團長唐俊賢、三五三團長楊書田、三五四團團長林書嶠等（四十一團團長廖先源尚未能取得聯絡，該團已入古寧頭西北海邊），通電話後，前方士氣大振；黃昏入暮，各團合圍，殘敵遁入古寧頭村內:269。
118師師長李樹蘭此時調整佈署，由353團接替352團，偕同戰車繼續攻堅任務。激戰至晚上10時，解放軍登陸部隊利用夜暗向北突圍至海邊，未尋到船隻，遂向東南山區轉移:389。

### 10月27日
10月27日午夜時分，解放军彈盡糧絕，「突圍至海岸」:305，1,300餘人被困在古寧頭以北之海岸斷崖下的沙灘，這批部隊主要是26日凌晨增援而來；國軍察覺解放軍藏匿之處後，展開圍攻，經過4個小時戰鬥，擊斃解放軍400餘人，剩下900多人無力再戰，最後集體投降。
然而直至此时解放軍仍在输送增援，到27日凌晨3時，尚有解放军第259團第三連約30餘人，乘汽艇一艘到達古寧頭北側海岸，只是登陸後亦盡為國軍所俘。是日晨，國軍已「盡殲」古寧頭村內之敵:270，但不久發現村北岸尚有解放軍甚多，係10月26日夜由廈門增援而來，船去，人不能攀登，經曉諭後，乃棄械而降:270。上午9時30分，李樹蘭由古寧頭直接向胡璉作如上報告:270。不久，東南軍政長官陳誠飛臨金門，曾親至戰地視察，歸時途次一三二高地，100餘名人槍整齊之解放軍突由深壕密草中，旋即出降:270。下午，在雙乳山附近，解放軍登陸部隊被國軍發現包圍:389。此時乃下午4時餘，應為真正之戰事結束:270。

### 10月28日
血戰至10月28日下午，解放军彈盡糧絕，第246團團長孫玉秀負傷後自盡，其餘被俘:389。金門島上戰鬥逐漸平息，零星戰鬥持續更長。
據聞當時解放军第28軍副軍長蕭鋒和政治部主任李曼村面對葉飛失聲痛哭，葉飛報告華東軍區司令員陳毅並報中央軍委，請求予以處分。
此外，金門島上逗留時間最久的是解放軍第253團團長徐博，他在10月26日晚突出重圍進入東部山區後，就一直隱蔽在北太武山山洞中，靠挖食地瓜等植物充飢，等待解放軍第二次登陸。一位北太武山村民向胡璉抱怨他種的紅薯常常在夜晚被部隊偷吃，胡璉出動一個師兵力搜山。直到1950年1月，徐博「長髮長鬚，形同野人」才被國軍發現，後来押到臺灣處决。

## 雙方損失
古寧頭戰役解放军共有三批登陸，首批為10月24日晚的第28軍第82師第244團、第28軍第84師第251團、第29軍第85師第253團和第28軍82師第246團第三營，共10個完整的步兵營；第二批是10月25日晚的第28軍第82師第246團一營二連和兩個機砲排，以及從全團抽調的30多名戰鬥骨幹（共300多人）、第29軍第87師第259團三營的200多名戰鬥骨幹（實際上島100多人）；第三批是10月26日晚第29軍第87師第259團一營二連的30多名（接應傷員撤退），合計9,086人，其中船工、民夫約350人。
解放军戰史稱進攻金門島戰鬥，共斃傷國軍9,000餘人，但登島部隊共3個多團9,086人（內有船工、民夫等350人）大部陣亡；是第二次國共內戰中解放軍一次重大損失:389。被俘者包括第251團参谋長郝越三、政治處主任王學元、第246團副團長刘汉斌，倖存被俘者僅3,900餘人，其中營長6人、連長5人、指戰員1人，大部被送至臺中干城營房关押；其他官階較高，如第251團團長劉天祥是用飛機運回（有說是在臺絕食死亡）。
國軍戰史稱俘虜解放軍7,364人，細節數字是第201師俘虜1,495人，118師俘虜3,204人，11師俘虜735人，18師俘虜995人，14師俘虜935人，兩者之說法差異甚大。据沈志华說，国军报道毙伤、俘虏解放军多次变化，版本众多，有1.2万、1.5万、1.7万、2万人不等。胡琏在《金门忆旧》一书中甚至说仅船工俘虏了就达千人。东南军政长官公署曾经召开新闻发布会稱「国军伤亡不足3,000人」。國軍戰史稱國軍陣亡1,267人，傷1,982人，共3,249人。陣亡最高職務的是第十九軍第14師42團團長李光前上校。事實上，除了少數幹部，絕大多數被俘解放軍都是先前在中國大陸作戰遭解放軍俘虜之國軍，因此在「新生訓練營」訓練數個月後，就全數分發各部隊歸建為國軍。

## 戰俘
被俘解放军，包括第244團團長兼政治委員邢永生、参谋長朱斐然、政治處主任孙树亮、特務連副指导員刘继堂，第251團團長刘天祥、副團長马绍堂、政治委員田志春、第253團参谋長王剑秋等。朱斐然有說是陣亡。第253團政委陳利華（1920－1981；本名陳麗華；戰役後解放軍登載負傷失踪）戰役失利後不願被俘，化名陳開中假冒國軍已戰死兵員的身分、再以死扮活「歸隊服役」，後考入軍校政工幹校，並進入保密局服務，官拜上校；在試圖自香港恢復與解放軍間聯繫時事跡敗露被捕，1981年以「匪諜罪」（內亂罪）遭槍決。台灣民主化以後，陳利華的兒子陳啓明在2009年為父翻案不成。
1950年開始，不願投降者的被俘解放軍陸续被釋放，集中遣返回中國大陸，主要分三批，在1950年3月、1950年7月18日（529人）、1950年7月22日（387人）遣返，總遣返者約9百餘名；但後續仍有零星戰俘個別遣返，最後一位遣返者是在1956年1月與南日島戰役俘虜一同釋放的二五三團第一營第一連士兵许道位；滯留臺灣的降兵在服役年限屆滿後陸續除役，1980年代，陸续有人返回中國大陸探亲:492。

## 影響

### 国军方面
自解放军南渡長江後，國軍兵敗如山倒。陳誠秉承蔣之意志，在金門、廈門危急時，使羅卓英冒越權之名，向第十二兵團調用第十八軍，不以之運台澎，以履行保衛台灣之使命，而使之赴金門，以增援當地守軍，此乃大將「顧大局，救他人」之風範:278。當廈門失守後，迅以第十二兵團急援金門:278。空軍總司令周至柔除空中支援外，並無地面作戰之責任，但鑑於金門、廈門危急，千里應援，迅以機場警衛部隊，編成兩師，加入第二十二兵團之第二十五軍，戍守前線:278。海軍、空軍密切協同，大力支援，實為迅速收功之要因，事實俱在，功不可沒:279。在金門，空軍對彼岸解放軍之壓制，使解放軍不能調集船隻，續行增援，抑且壓制解放軍砲火，使其無法射擊:279。海軍艦隊司令黎玉璽統率卓越，安定海域，且以猛烈火力，對胡璉有力支援，群策群力:279。
1949年10月25日，蔣中正獲知金門大捷，因國軍此前屢屢諱敗為勝，起初並不相信，並於當日日記中寫道“前方報案之不實幾乎每每如此。”1949年10月27日，金門戰役獲勝消息得到確認，蔣中正流了淚說：「這一仗我們全勝了……台灣安全了。」蔣對此戰給予高度評價：「古寧頭大捷，不僅保住了金門，更保住了台灣。」:59在10月27日「金門戰役檢討會」，陳誠訓詞：
| 「此次金門大捷……造成東南軍事勝利的開端，給國人一個失敗心理的改變，總裁聞悉，異常高興，特派我前來本島，慰問全體將士，當勝利消息傳到台灣時，正是台灣光復四週年的紀念日，本人正在參加開會，台南的火炬正要到達的時候，就接到湯總司令報捷電話，這個巧合，使台灣民眾聞訊之後，無不歡欣鼓舞，預兆著今後國家前途的光明。……」 |

李良榮曾在陳誠面前提出：
| 「此次金門保衛戰勝利因素： 一、戰鬥前……情報確實，主任湯恩伯對……登陸地點判斷正確，能夠予以適當的措施，制勝敵人。 二、友軍協同很好，不分彼此，加入戰場，使有足夠之兵力，發揮更大的效用。 三、十八軍軍長指揮有方。 四、戰車力量大，動作迅速，也是致勝因素。 ……」 |

李良榮還致詞：「吾第十九軍能及時來到」国军方面认为古寧頭戰役規模並不大，只是師級規模，但其深遠影響卻遠非普通一場師級規模戰鬥可比。蔣經國認為：「金門戰役是國民黨的轉折點。」胡璉說：「金門戰役的勝利既是軍事上的，也是政治上的，更是精神上的。」
国军认为因為解放军在古寧頭戰役慘敗，加上11月3日登步島戰役，使解放军对登陸戰艱鉅有深刻瞭解，解放军積極加強建設海空力量，不像過去單靠陸軍登陸作戰。東南軍政長官陳誠謂之：「是共軍渡江以來碰到的第一個大釘子。」而中華民國代總統李宗仁特以此捷，於重慶致電陳誠申賀，謂：
| 特急。臺北陳長官辭修兄： 金門守軍奮勇應戰，予以重劊，捷報傳來，人心振奮，吾兄董督有方，將士用命，至足佩慰。希即傳令嘉獎，查明有功將士，呈報國防部，分別獎賞，並盼再接再厲，晉建殊勳，無任企望。 李宗仁 |

1949年11月3日，蔣在「敵我雙方優勢之分析」的訓詞中，曾說：
| 「此次金門保衛戰的結果，對於來犯之匪萬餘人，予以徹底的殲滅，不使有一人脫逃漏網，這是我們剿匪以來最大的一次勝利。」:280 |

其後，於1950年4月，特別頒發團體榮譽旗，以獎參與此役特著功績之第一一八師及第十八師:281。

### 解放军方面
金門戰鬥後，解放軍第10兵團專門召開會議檢討戰役:389。這次戰鬥失利主要教訓是：在勝利的形勢下，高級指揮員輕敵麻痹，盲目樂觀，戰鬥任務尚未全部完成，就過早地轉移了工作重心，忙於城市接管，把攻打金門的指揮責任交給了第28軍；對渡海登陸作戰的特點和困難認識不足，船隻準備不充分；敵情掌握不準確，對國軍第12兵團兩個軍增援金門，敵我力量發生重大變化的情況，未及時察覺，只強調抓住戰機，仍按原計劃發起戰鬥；戰鬥組織指揮不嚴密，不同建制的三個團沒有統一指揮，倉促發起戰鬥，這就難以避免造成嚴重的損失:389-390。據第三野戰軍副司令員粟裕、代參謀長袁仲賢、副參謀長周駿嗚10月28日致第10兵團司令員葉飛、參謀長陳慶先及福建省委電稱：「你們以三個團登陸金門島，與敵三個軍激戰兩晝夜，後援不繼，致全部壯烈犧牲，甚為可惜。」:100-101。
10月29日，中共中央軍事委員會發出《關於攻擊金門島失利的教訓的通報》，指出：「查此次損失，為解放戰爭以來之最大者。其主要原因，為輕敵與急躁所致」:390。「當你們前次部署攻擊廈門之同時，擬以一個師攻佔金門，即為輕敵與急躁表現。當時，我們曾電你們，應先集中力量，攻佔廈門，而後再轉移兵力攻占金門，不可分散力量。但未引起你們深刻注意，致有此失。除希將此次經驗教訓深加檢討外，仍希鼓勵士氣，繼續努力，充分準備，周密部署，須有絕對把持時，再行發起攻擊。並請福建省委，用大力為該軍解決船隻及其他戰勤問題。至失散人員，仍望設法繼續收容」:100「當此整個解放戰爭結束之期已不在遠的時候，各級領導幹部中主要是軍以上領導幹部中容易發生輕敵思想及急躁情緒，必須以金門島事件引為深戒。對於尚在作戰的兵團進行教育，務必力戒輕敵急躁，穩步地有計劃地殲滅殘敵，解放全國，是為至要。」:390
鉴于金门战役惨敗，在第四野战军发动海南岛战役前，毛泽东专门发电报要求四野向第三野战军调查渡海作战经验，以免重蹈金门覆辙:479。1949年12月18日，毛澤東於蘇聯給林彪（時任中共中央中南局第一書記、解放軍第四野軍司令員、華中軍區司令員）電報：「……必須集中能一次運載至少一個軍（四五萬人）的全部兵力，㩦帶三天以上糧食，於敵前登陸，建立穩固灘頭陣地，隨時獨力攻進而不要依靠後援。因為潮水需十二小時後第一次載運船隻方能返回運第二次，而敵可用海空軍切斷我之運輸，故非選擇時機一次載運一個軍渡海登陸，並能獨力攻進，建立基地，取得糧食，便有後援不繼，遭受重大損失之危險。三野葉飛兵團，於占領廈門後，不明上述情況，以三個半團九千人進攻金門島上之敵三萬人，無援無糧，被敵圍攻，全軍覆滅。你們必須研究這一教訓。海南島之敵，可能較金門敵人戰力差些，但仍不可輕敵。請告鄧（解放軍第15兵團司令員）賴（解放軍第15兵團政治委員）及四十軍四十三軍注意，並望你向粟裕調查渡海作戰的全部作戰經驗，以免重蹈金門覆轍。……」:190-191
解放军虽然很看重金门战役失利的教训，但并没有将其視為重要战役。中国人民解放军国防大学教授徐焰在其著作中，称金门战斗失利只是第二次国共内战末期一个小插曲，仅是暂时延缓解放军攻取东南沿海岛屿，并未影响全局。解放军多次检讨与总结，开始重视渡海作战特殊规律，再经过登步岛战役失利总结，解放军初步掌握渡海作战规律。
金门战役结束后，解放军吸取经验，逐步夺取中國大陸东南沿海岛屿，或國軍因戰略理由主動撤退。金门战役后半年，解放军成功用類似的萬船齊發戰術偕同瓊崖縱隊佔領海南岛:63。之后相继攻佔万山群岛，原本解放軍希望在逐步累積實力，預定在1950年5月由第10兵團動用5個師攻佔金門島的作戰，最後因韓戰爆發、第七艦隊開入臺灣海峽協防下取消這項用兵計畫。
楊晨光認為，海島爭奪戰中，沒有制空權、制海權的一方，登陸失敗是正常的，成功反而是例外。如在本役之後十日的登步島戰役，解放军仍舊失敗。毛澤東在沒有掌握制空權、制海權的情形下，堅持發動戰役，才是失利主因。解放军的作戰計畫符合登陸戰常規，戰前準備週詳，利用颱風過境，趁黑夜登陸，避免國軍海、空軍出動支援，並無輕敵大意。而解放军將領為了避免指責毛澤東的錯誤，才自認輕敵。《葉飛將軍自述》說：「50年代初，在我海、空軍還處於劣勢條件下，要僅僅靠木帆船橫跨台灣海峽，解放台灣，現在看來，恐怕是會吃比攻金失利更大的苦頭的。」間接支持了此說。

## 戰後發展

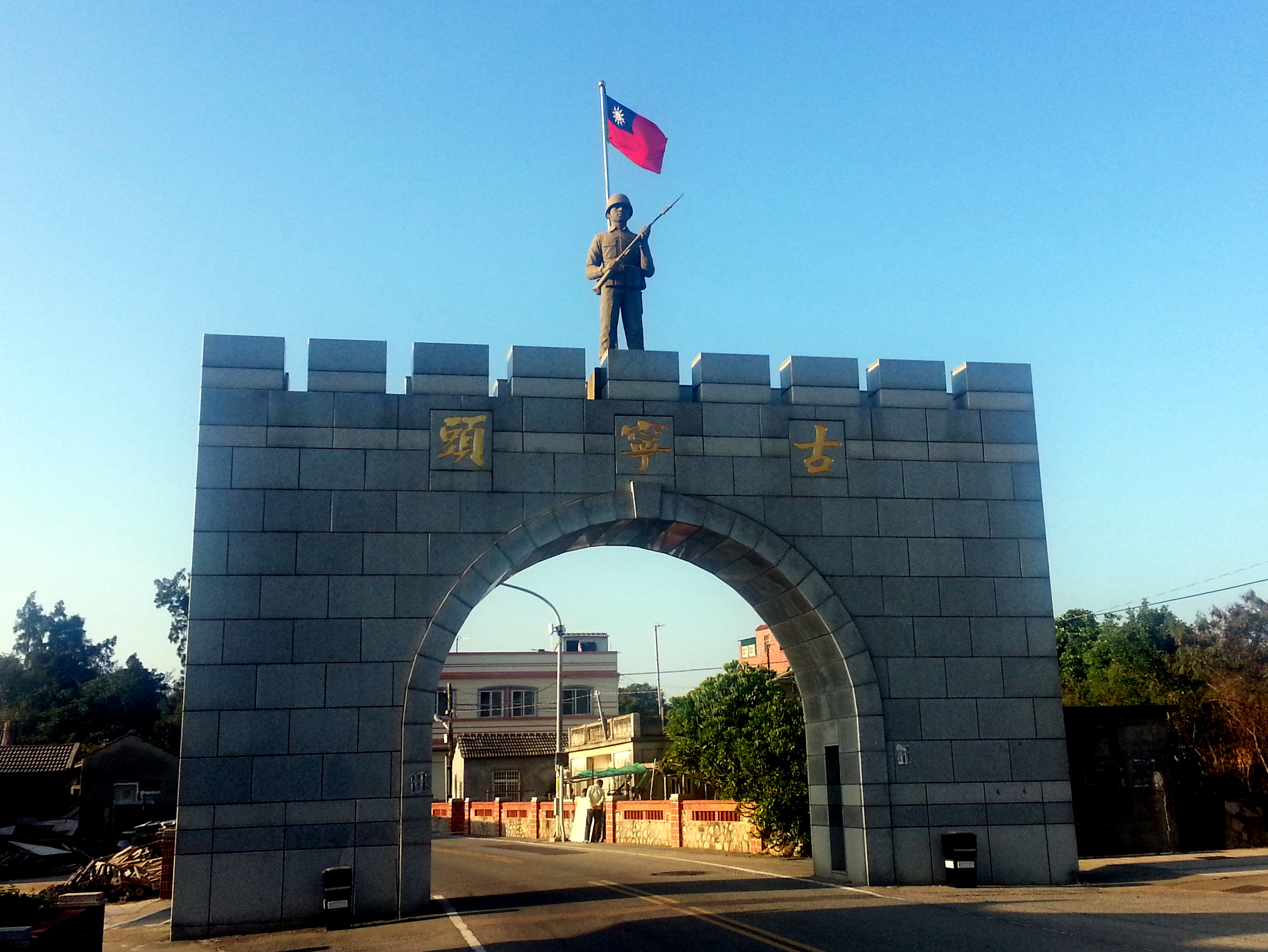
古寧頭營門

古寧頭戰役後，首批接戰的第201師、第二十二兵團各部計畫撤回臺灣整補，原定在大嶝島戰役折損慘重的第二十五軍也應返回台灣休整，但是在陳誠運作下，45師被編入第十二兵團編制轉守小金門、大膽島等金門西側島嶼:230，第十二兵團則於12月1日奉命就地改組為金門防衛司令部。第二十二兵團司令官李良榮曾告訴兵團參謀長説：「現在，我們的工作是在造功勞簿，須知我們這回的勝利並非倖致，我們是得力於海、空、裝甲和接防友軍們的同心戮力，功勞是他們的，請記住！」李良榮、沈向奎又説：「若無十二兵團之增援，則吾人的遭遇，誠有不可想像者。海島作戰，勝則滅敵，敗則被殲，吾人感激之不暇，何功之可爭？」:276第十八軍軍長高魁元一直做到陸軍總司令、參謀總長、國防部長。

## 指揮官爭論
由於在古寧頭戰役前夕，國軍頻繁更動金廈地區指揮官，由胡璉出任兵團司令官及福建省主席，接管金門防務，長期擔任金門軍政首長。古寧頭戰役開打後第三天，胡璉始抵達金門赴新任，因此爾後發生了金門保衛戰指揮權歸誰的爭論。胡璉與第十八軍是陳誠派系，在國民政府撤臺後，軍事系統內最大山頭只剩下陳誠一脈。
早期爭論上，分成指揮體系與實戰體系的爭功問題。高階指揮官之間主要爭論焦點在湯恩伯與胡璉誰對金門一戰有作戰指導，實戰體系則是戰車部隊與步兵單位的戰功比重。胡璉在1949年10月25日之前，沒有在古寧頭一役現場指揮戰爭，只於10月24日與第十二兵團在金門海面停留一晝夜；《傳記文學》刊載〈泛述古寧頭之戰〉，陳述胡璉於10月26日下午直接指揮第十二兵團，在前線自行指揮指導部隊：
| 民國三十八年（1949年）十月二十五日黃昏，民裕輪抵達金門南之料羅灣，兵團部派員以L.S.T.來駁接我等上岸。但因風浪，兩船無法靠攏，而民裕輪船長又因水道不熟，不敢夜航，泊停海中，時聞炮聲，卻不知岸上已發生戰事。翌日晨，啟碇前往大、小金門之水頭，十時到達。湯總部總務處長來接，始悉匪已登陸，昨且激戰整日，但該處長一片樂觀辭句，且稱讚「胡璉兵團」不置，行抵水頭村邊，湯（湯恩伯）將軍親迎羅（羅卓英）副長官，態度更為樂觀，認為戰事已近尾聲。湯並翹起姆指，對我大聲稱讚說：「佩服！佩服！年初尚屬殘兵敗將，不滿萬人之破軍，才數月便能強大而又猛勇，變成一支大軍，佩服！佩服！」我以感激心情，連聲稱謝。到其指揮所，午餐在棹，我立即電話正在前線指揮作戰之高魁元軍長，詢問目前狀況，並先向他道賀：「恭喜大捷，是否已清掃戰場完畢？」高以低沉聲音答說：「戰事仍在激烈進行中，形勢相當嚴重，即派車迎司令官來。」我聽此話，突覺千鈞在肩，湯、羅所談何事，竟無所聞。車到即行，不二十分鐘已到湖南高地前線，急問匪我狀況，始知我軍（國軍）克復安岐，正向林厝進迫中。當以責任所在，並未顧慮形式上之交接，迅即實施指揮權，告訴高（高魁元）、劉（劉雲瀚）兩軍長：①前線攻擊部隊一一八師附十八師五十團及十九軍四十一團，統歸高軍長指揮。②一一八師師長李樹蘭即推進至安岐。③十九軍軍長劉雲瀚則以所部在虎尾高地、湖南高地及一三二高地，佈成一線防守陣地。經親與五十四團團長文立徽、三五二團團長唐俊賢、三五三團長楊書田、三五四團團長林書嶠等（四十一團團長廖先源尚未能取得聯絡，該團已入古寧頭西北海邊），通電話後，前方士氣大振。尤以裝甲兵旅之戰車營為甚，紛紛要求與我通話。上述官兵，久與我共同馳騁疆場，今茲彼輩在徐蚌戰後，得在金門殺敗敵匪，愉悅之情，不覺流露於其長官之前。當勉以再接再厲，滅此朝食。黃昏入暮，各團合圍，殘匪遁入古寧頭村內。此際我始回顧，但見二十二兵團司令官李良榮將軍，二十五軍軍長沈向奎將軍、湯恩伯將軍的日本籍顧問根本博等，都在此處:268-269。 |

同時，在戒嚴時代播放有關古寧頭戰役的電影亦大肆宣揚李光前上校陣亡等步兵作戰價值，卻淡化戰車部隊在戰役中滯遲共軍登陸、掩護201師固守防禦位置，到戰役反擊階段的逆襲等，因此戰役親臨者熊震球長期為戰車部隊的榮譽，多次向金門當地的國軍戰史館提出抗議。
不過，這套以胡璉為中心、十八軍為戰役主體創作的史觀在解嚴後因政府統治機器弱化，加上戰爭親臨者以口述史料等方式還原而被修復，而逐漸遭外界淡忘；目前還原過後的1949年10月態勢，湯恩伯已確認他在當時為金廈兩地的最高指揮官身分。但湯恩伯指揮所設於廈門，金門防務他關注不多；實際作戰佈防指揮上仍以第二十二兵團司令李良榮與第十八軍長高魁元兩人為重點:103-128，但比重上仍待更多史實整理。
同時，因為各種口述資料逐漸增加，湯恩伯率領的參謀團成為歷史翻案的新題材；前日本帝國陸軍中將根本博在湯恩伯渡廈門赴職前夕偷渡來臺，在得到蔣中正接見後，根本博化名為林保源，並擔任湯恩伯的顧問與湯共赴廈門，近年開始有研究者認為根本博對古寧頭戰役進行了指導，做出了不少貢獻。

## 紀念
2025年5月，立法院通過《紀念日及節日實施條例》，將古寧頭戰役起始日 (10月25日) 與臺灣光復節共同紀念，並於當日放假。

## 註解
1. ↑  依據鄉老記憶，因嚨口村西面有一龍潭，全年都會出泉水，故名為「龍口」，後來筆誤為「壠口」、「壟口」，1965年（民國五十四年）改為「嚨口」。本條目統稱「壠口」[15]。
2. ↑  原參戰戰車已於1950年(民國39年)隨戰車第一營調回台灣，66號戰車隨後在台中戰車工廠報廢拆解，其M6戰車砲管就現地作為工廠圍籬，現今古寧頭戰史館前陳展的兩輛M5A1戰車，均非原參戰車輛。[29]

## 參看
- 國共內戰、第二次國共內戰
- 登步島戰役
- 大膽島戰役
- 八二三砲戰
- 世界戰爭列表
- 勇士們 (電視劇)
- 古寧頭大戰 (1980年電影)

### 引用
1. 1 2 3 4 5 6 7 8 9 10 11 12 13 14 15 16 17 18 19 20 21 22 23 24 25 26 27 28 29 30 31 32 33 34 35 36 37 38 39 40 41 42 43  南京軍區《第三野戰軍戰史》編輯室 (编). . 北京: 解放軍出版社. 1996年. ISBN 9787506531702.
2. ↑  .   [2009-12-10]. （原始内容存档于2011-12-28）.
3. ↑   (PDF).   [2020-02-20]. （原始内容 (PDF)存档于2018-08-28）.
4. ↑  . BLACK WATER MUSEUM. 2022-07-01  [2022-07-01]. （原始内容存档于2022-07-03） （中文）.
5. 1 2  . BLACK WATER MUSEUM. 2022年6月12日  [2022年6月2日]. （原始内容存档于2022年6月3日）.
6. ↑  . 台北市: 國防部史政處. 1957. OCLC 1461427961.
7. ↑  "美國陸軍副參謀長李尼茲與蔣中正會晤時就金門戰役及大膽島二膽島等問題發表意見之談話紀錄" (1959-04-16). 《蔣經國總統文物》, File: 〈外交—蔣中正與美方代表有關西藏問題談話紀錄〉, ID: 數位典藏號：005-010205-00097-012, pp. 1-2. 國史館.
8. ↑  許如中 (编). . 金門縣: 金門縣政府. 1959年: 21頁 –國家圖書館 臺灣記憶. 金門各界舉行古寧頭戰役殉國將士追悼大會
9. ↑  . BLACK WATER MUSEUM. 2022-06-03  [2022-06-03]. （原始内容存档于2022-06-03） （中文）.
10. 1 2 3 4 5 6  王成斌等主編 (编). . 北京: 解放軍出版社. 1998. ISBN 7506509180.
11. 1 2 3 4 5 6 7  鄭瑞堅. . 《傳記文學》. 2016年3月, 第一〇八卷 (第三期，總第646期).
12. 1 2  陳偉忠. . 《軍事史評論》 (國防部政務辦公室). 2019年6月, 第26期. ISSN 1994-1943.
13. 1 2 3  林強; 魯冰 (编). . 北京: 中央文獻出版社. 2007. ISBN 9787507323504.
14. ↑  陳明仁.  (國立中央大學歷史研究所碩士论文): 52. 2018年6月 [中華民國107年6月].
15. ↑  . 金寧鄉公所. （原始内容存档于2022-03-18）.
16. 1 2 3 4  .   [2014年9月14日]. （原始内容存档于2009年6月4日）.
17. ↑  張銘全; 鄒琮隆.  (PDF). 黃埔學報. No. 第七十二期 (中華民國陸軍軍官學校). 2017年: 76 [民國一○六年]  [2022-06-09]. （原始内容 (PDF)存档于2022-05-25）. 简明摘要.
18. 1 2 3 4  鄭懿瀛. . 中央日報.   [2014-09-05]. （原始内容存档于2014-09-05）.
19. ↑  國軍退除役官兵輔導委員會綜合規劃處 (编). . . 台北: 行政院國軍退除役官兵輔導委員會. 2014年12月1日: 頁31. ISBN 978-986-04-2777-6.
20. ↑  國防部軍務局史政處 (编). . 台北: 國防部軍務局史政處. 1998年.
21. 1 2  汪朝光、王奇生、金以林. . 香港: 中和出版. 2012年9月24日. ISBN 9789888200047.
22. ↑  .   [2016-02-07]. （原始内容存档于2016-02-07）.
23. 1 2 3 4 5 6 7 8 9 10  王禹廷. . 台北: 傳記文學出版社. 1987-06-15. ISBN 9789578506909.
24. ↑  陈广相. . 《党史纵览》.   [2020-07-26]. （原始内容存档于2021-05-14） –人民网–党史频道.
25. ↑  王洪光. . 江苏教育出版社. 2011-09-01. ISBN 9787549910335.
26. ↑  王明瑞 (编). . . 國防部政務辦公室. 2019年10月1日: 32–33.
27. ↑  . 國家發展委員會檔案管理局.   [2021-11-16]. （原始内容存档于2022-03-19）. 金門戰役我軍指揮系統表 （页面存档备份，存于）
28. ↑  金智. . 《軍事史評論》 (國防部政務辦公室). 2016年6月, 第23期: 130–131. ISSN 1994-1943. OCLC 1130733287.
29. ↑  . BLACK WATER MUSEUM. 2022-06-25  [2022-06-25]. （原始内容存档于2022-06-25） （中文）.
30. ↑  酉堂人. . 金門日報. 2020-10-25  [2024-04-21]. （原始内容存档于2024-04-21）.
31. ↑  張銘全; 鄒琮隆.  (PDF). 黃埔學報. 2017年, (第七十二期): 79 [民國一〇六年]  [2024-07-11]. （原始内容存档 (PDF)于2024-05-19）.
32. ↑  蕭鴻鳴; 蕭南溪; 蕭江. . 新雨出版社. 2016-10-25  [2024-04-21]. ISBN 9789862272084. （原始内容存档于2024-04-21）.
33. ↑  . 遷臺歷史記憶庫.   [2021-06-20]. （原始内容存档于2021-06-13）.
34. ↑  . 自由時報電子報. 2020年12月26日  [2021年6月20日]. （原始内容存档于2021年6月28日）.
35. ↑  李金生. . 中國時報. 2012年11月29日  [2024年7月11日]. （原始内容存档于2024年4月19日）.
36. 1 2 3  張之傑 (编). . 臺北市: 錦繡出版社. 1990. ISBN 9577203256.
37. ↑  . 黑水電影.   [2019-06-01]. （原始内容存档于2020-02-19） –facebook.com.
38. ↑  . 黑水電影.   [2019-06-01]. （原始内容存档于2020-02-19） –facebook.com.
39. ↑  . 大紀元. 2009-10-23  [2020-06-28]. （原始内容存档于2020-02-19）.
40. ↑  張明初，碧海左營心 （页面存档备份，存于），台北：星光出版社，2002年8月，頁15-24。作者當時擔任中榮艦槍砲官
41. 1 2 3 4 5 6 7 8 9 10 11 12 13 14 15 16 17 18 19 20 21 22 23  王禹廷. . . 台北: 傳記文學出版社. 1987-06-15.
42. 1 2 3 4 5  黃嘉謨; 陳存恭.  (PDF). 台北: 中央研究院近代史研究所. 1988年9月  [2015-11-16]. （原始内容存档 (PDF)于2015-11-17）.
43. ↑  .   [2014-05-19]. （原始内容存档于2014-05-20）.
44. ↑  .   [2014-05-19]. （原始内容存档于2014-05-20）.
45. ↑  《中国人民解放军第二十九军军史》编审委员会. . 1997: 356.
46. ↑  記者李志德. . 《聯合報》. 台北報導: 苦勞網. 2009-03-19  [2011-02-12]. （原始内容存档于2011-08-29）.
47. ↑  . 中华儿女. 2016-02-15  [2020-11-11]. （原始内容存档于2016-08-06）.
48. ↑  沈志华. . 九州出版社. 2010年9月. ISBN 9787510806063 （中文（中国大陆））.
49. ↑  叶永烈. . 《同舟共济》2011年. No. 第1期.   [2022-01-28]. （原始内容存档于2022-01-28） –搜狐.
50. ↑  蕭鴻鳴、蕭南溪、蕭江. . 2017-01-11. （原始内容存档于2022-03-18）.
51. ↑  . 風傳媒. 2017-12-03  [2020-06-28]. （原始内容存档于2020-02-19）.
52. ↑  臺灣行政院,"陳啓明君申請陳開中君因戒嚴時期不當叛亂暨匪諜審判案件補償金事件",訴願人 陳啓明君，〈院臺訴字第0980093183號〉，2009-09-15
53. ↑  . 大紀元. 2012-08-13  [2020-06-28]. （原始内容存档于2020-02-19）.
54. 1 2  蕭鋒遗稿. . 北京: 中央文献出版社. 2010. ISBN 9787507330625.
55. ↑  《全球防衛雜誌》，台北，2010年10月號
56. ↑  《中央日報》，台北：中央日報社，1949-10-29
57. 1 2 3  中共中央文獻研究室 (编). . 北京: 中央文獻出版社. 1987.
58. ↑  徐焰. . 瀋陽: 辽宁人民出版社. 2011. ISBN 978-7-205-06942-1.
59. ↑  楊晨光.  (PDF) (博士论文). 國立中興大學歷史學研究所: 35–38. 2013年7月 [民國一○二年七月]  [2020-09-06]. （原始内容存档 (PDF)于2019-07-12）.
60. ↑  李良榮文教基金會籌備處 (编). . . 台北: 李良榮文教基金會籌備處. 1989: 90.
61. ↑  李福井. . 台北: 稻田出版. 1999. ISBN 978-957-8332-90-4.
62. ↑  . 《台湾週報》 (臺北駐日本經濟文化代表處). 2009-10-27  [2011-04-05]. （原始内容存档于2010-08-18）.
63. ↑  青天白日下的軍魂 （页面存档备份，存于），第100頁，李天鐸，時報文化出版，2016-08-19，"同年八月，根本博〈化名：林保源〉成為湯恩伯將軍的私人顧問"
64. ↑  關鍵民國: 聆聽民國史的馬蹄聲 （页面存档备份，存于），第57頁，林博文，大塊文化出版股份有限公司，2013-06-01，"曾當過日軍北支那方面軍司令官兼蒙軍中將司令官的根本博（化名：林保源）"
65. ↑  . 網路家庭.   [2009-01-31]. （原始内容存档于2009-10-11）.
66. ↑  . 中国日报网站环球在线.   [2007-04-04]. （原始内容存档于2007-05-01）.
67. ↑  . 中央社 CNA. 2025-05-28  [2025-06-14] （中文（臺灣））.

## 外部連結
- .   [2017-01-15]. （原始内容存档于2009-08-02）.
- 劉雲瀚： 紀金門古寧頭之役
- 古寧頭大戰
- 古寧頭戰役